# Interferència química
Una interferència química és una substància diferent al material provat, que es mesura amb el mètode analític escollit per l'assaig o bé amb un altre de més precisió i exactitud per extreure el que farà nosa durant un assaig, evitant l'eliminació de petites quantitats d'anàlit. És l'efecte d'una substància present en la mostra que altera els valors correctes del resultat, expressat com a concentració o activitat, d'un anàlit. És una substància, que causa un error sistemàtic en la determinació de l'anàlit d'una magnitud relativa igual o superior a un valor establert.
En química és necessari comptar amb la seguretat que els resultats obtinguts al laboratori són reals, que corresponen explícitament als resultats que en un inici es volen obtenir, després d'haver analitzat una mostra, o bé haver treballat amb ella per obtenir un o diversos productes concrets. S'ha de conèixer detalladament si a les mostres que s'han d'analitzar hi ha quelcom que posi en perill els resultats finals de l'anàlisi química. Aquesta última és referida a la determinació de la composició química d'una mostra. És per aquesta raó que independentment de si el mètode emprat en l'anàlisi químic és clàssic o instrumental, és necessari treure totes les interferències possibles que hi puguin haver presents en l'anàlisi abans d'iniciar un assaig.

## Variacions del senyal
Les interferències poden distorsionar el senyal de l'anàlit d'interès, causant la seva improbable identificació, o provocar un error sistemàtic. La interferència serà constant o proporcional, dependrà de la concentració de l'anàlit en la matriu de la mostra.
En presència d'una substància interferent, la resposta instrumental mesurada per a una mostra concreta, mitjançant un procediment analític, respon a la següent expressió:

{\displaystyle r_{A},_{I}=r_{0}+r_{A}+r_{I}}

On rA,I és la resposta instrumental obtinguda, r0 és la resposta que s'obtindria en el cas que en la mostra no hi foren presents ni l'anàlit ni la interferència, rA és la resposta instrumental que fa referència exclusivament a l'anàlit, rI és la resposta de la substància interferent.

{\displaystyle r_{A},_{I}=r_{0}+k_{A}c_{A}+k_{I}c_{I}}

On cA és la concentració de l'anàlit, cI és la concentració de la interferència i kA i kI són les sensibilitats parcials de l'anàlit i de la interferència.
La tercera equació, obtinguda a partir de la segona, és la següent:

{\displaystyle r_{A},_{I}=r_{0}+k_{A}(c_{A}+k_{A},_{I}c_{I})}

On kA,I = kI/kA és el coeficient de selectivitat de l'anàlit "A" respecte a la substància interferent "I". I l'invers d'aquest valor anterior, correspon a l'índex de selectivitat.

## Tipus d'interferència

### Interferència causada pels reactius
Correspon al terme independent de r0, (terme que fa referència a l'equació número 3) i provoca un error sistemàtic constant. Per a la seva correcció es necessita una estimació independent de r0 la qual s'aconsegueix amb una mesurada del blanc del mètode. Una vegada obtinguda r0, aquesta es resta de rA,I.

### Interferència causada per altres anàlits presents en la mostra
Provoca un error sistemàtic constant que no depèn de la concentració d'anàlit, tot i que sí que depèn de la pròpia concentració de la interferència. Per minimitzar el terme kA,I,CI es pot fer minimitzant per separat un o altre. O bé minimitzar CI i o minimitzar KA,I. En el cas del primer, implica eliminar químicament la interferència de la mostra, mitjançant mètodes de separació, com l'extracció, la cromatografia i la precipitació. En el cas del segon terme, la minimització de KA,I s'aconsegueix mitjançant l'addició d'agents emmascarants (unes substàncies que reaccionen amb la interferència, que formaran una espècie que ja no serà capaç de modificar les respostes de l'anàlit).

### Interferència causada pel tipus de matriu
L'efecte de la matriu consisteix en l'augment o disminució de la resposta instrumental de l'anàlit degut a la presència d'altres components. L'efecte de la matriu provoca un error sistemàtic proporcional, que depèn de la concentració de l'anàlit en la mostra, tal com s‘observa en la figura següent: 
S'hi representen les dues rectes de calibratge per la determinació mitjançant la cromatografia de gasos del contingut 2,4,6-tricloronisol (TCA) present en vins rojos. El TCA és la solució patró, mentre que a l'altra recta es mostra que s'hi ha afegit TCA a una matriu lliure d'aquest component.

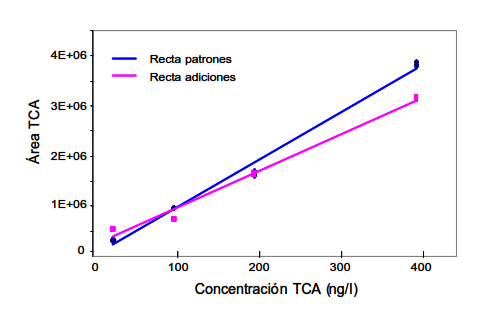